# St Edmundsbury
St Edmundsbury est un ancien district non métropolitain du Suffolk, en Angleterre. Il était situé dans l'ouest du comté. Il jouxtait également les trois comtés voisins du Suffolk : le Norfolk au nord, le Cambridgeshire à l'ouest et l'Essex au sud. Son chef-lieu était Bury St Edmunds, ville à laquelle il doit également son nom.
Le 1er avril 2019, le district est aboli et réuni avec Forest Heath pour créer le nouveau district de West Suffolk.

## Composition
Le district était composé des villes et paroisses civiles suivantes :
- Ampton
- Bardwell
- Barnardiston
- Barnham
- Barningham
- Barrow
- Bradfield Combust with Stanningfield
- Bradfield St Clare
- Bradfield St George
- Brockley
- Bury St Edmunds
- Cavendish
- Chedburgh
- Chevington
- Clare
- Coney Weston
- Cowlinge
- Culford
- Denham
- Denston
- Depden
- Euston (Suffolk)Euston
- Fakenham Magna
- Flempton
- Fornham All Saints
- Fornham St Genevieve
- Fornham St Martin
- Great Barton
- Great Bradley
- Great Livermere
- Great Thurlow
- Great Whelnetham
- Great Wratting
- Hargrave
- Haverhill
- Hawkedon
- Hawstead
- Hengrave
- Hepworth
- Honington
- Hopton
- Horringer
- Hundon
- Ickworth
- Ingham
- Ixworth
- Ixworth Thorpe
- Kedington
- Knettishall
- Lackford
- Lidgate
- Little Bradley
- Little Livermere
- Little Thurlow
- Little Whelnetham
- Little Wratting
- Market Weston
- Nowton
- Ousden
- Pakenham
- Poslingford
- Rede
- Risby
- Rushbrooke with Rougham
- Sapiston
- Stansfield
- Stanton
- Stoke-by-Clare
- Stradishall
- The Saxhams
- Thelnetham
- Timworth
- Troston
- West Stow
- Westley
- Whepstead
- Wickhambrook
- Withersfield
- Wixoe
- Wordwell